# Fai rumore
"Fai Rumore" er en sang af den italienske sanger Antonio Dodato. Den skal repræsentere Italien ved Eurovision Song Contest 2020.